# Commission des droits des femmes et de l'égalité des genres
La Commission des droits de la femme et de l'égalité des genres (FEMM) est l'une des 22 commissions et sous-commissions du Parlement européen. Comme son nom l'indique, elle est chargée de tout ce qui concerne les droits des femmes. Son président est le socialiste polonais Robert Biedroń depuis 2019.
La création de la commission est issue d'une proposition de la députée européenne Yvette Roudy en 1979, soutenue par la présidente du Parlement européen Simone Veil.

## Présidents de la commission
| Période     | Présidents           | Pays      | Groupe politique |
| ----------- | -------------------- | --------- | ---------------- |
| 1998 - 1999 | Heidi Hautala        | Finlande  | Verts/ALE        |
| ...         |                      |           |                  |
| 2002 - 2004 | Anna Karamanou       | Grèce     | PSE              |
| 2004 - 2009 | Anna Záborská        | Slovaquie | PPE              |
| 2009 - 2011 | Eva-Britt Svensson   | Suède     | GUE/NGL          |
| 2011 - 2014 | Mikael Gustafsson    | Suède     | GUE/NGL          |
| 2014 - 2017 | Iratxe García Pérez  | Espagne   | S&D              |
| 2017 - 2019 | Vilija Blinkevičiūtė | Lituanie  | S&D              |
| 2019 - 2022 | Evelyn Regner        | Autriche  | S&D              |
| 2022 - 2024 | Robert Biedroń       | Pologne   | S&D              |
| depuis 2024 | Lina Gálvez Muñoz    | Espagne   | S&D              |